# 100 mètres haies aux championnats du monde d'athlétisme 2005
Navigation
Paris 2003 Osaka 2007
L'épreuve du 100 mètres haies des championnats du monde d'athlétisme 2005 s'est déroulée du 9 au 11 août 2005 dans le Stade olympique d'Helsinki, en Finlande. Elle est remportée par l'Américaine Michelle Perry.

## Faits marquants
Joanna Hayes et Michelle Perry, partenaire d'entrainement chez Bob Kersee, étaient les favorites logiques de ce 100 m haies. Perry, dès le départ a pris l'ascendant sur sa camarade et sur les Jamaïcaines Foster et Ennis-London. Alors que Hayes semble pouvoir revenir au contact de sa compatriote, elle trébuche sur la neuvième haie et heurte de plein fouet la dixième.
Elle termine la course effondrée sur la piste et est prise en charge par les secours.
Devant, Michelle Perry devient championne du monde en 12 s 66, les deux Jamaïcaines étant départagées au centième à l'avantage de Ennis-London pour l'argent, Foster prenant le bronze.
L'Allemande Kirsten Bolm, qui semblait pouvoir jouer les troubles-fêtes à mi-course, finit quatrième.

## Résultats

### Finale
| Rang               | Athlète                | Pays       | Temps   |
| ------------------ | ---------------------- | ---------- | ------- |
| Médaille d'or      | Michelle Perry         | États-Unis | 12 s 66 |
| Médaille d'argent  | Delloreen Ennis-London | Jamaïque   | 12 s 76 |
| Médaille de bronze | Brigitte Foster-Hylton | Jamaïque   | 12 s 76 |
| 4                  | Kirsten Bolm           | Allemagne  | 12 s 82 |
| 5                  | Mariya Koroteyeva      | Russie     | 12 s 93 |
| 6                  | Jenny Kallur           | Suède      | 12 s 95 |
| 7                  | Irina Shevchenko       | Russie     | 12 s 97 |
| —                  | Joanna Hayes           | États-Unis | DQ      |